# Abarenicola affinis
Abarenicola affinis là một loài giun nhiều tơ thuộc họ Arenicolidae.
Loài này được tìm thấy ở Nam bán cầu. Chúng thường sinh sống trong trầm tích mềm và là động vật ăn lọc. 